# Rudolf Stemberger
Rudolf Stemberger (* 13. Dezember 1901 in Wien, Österreich-Ungarn; † 13. März 1964 in Salzburg) war Ordinarius für Betriebswirtschaftslehre an der Universität Innsbruck.

## Biografie
Sein Diplom legte Stemberger 1923 an der Exportakademie Wien ab. Seine Dissertation schrieb er 1932 mit dem Titel Wirtschaft und Mathematik, welche später in Auszügen in der Zeitschrift Städtisches Leben – Blätter für organische Gesellschafts- und Wirtschaftslehre veröffentlicht wurde. Nach seiner Promotion war er zunächst in verschiedenen Unternehmen tätig, anschließend wandte er sich wieder der akademischen Arbeit zu und war in Österreich in Handelsschulen und -akademien tätig. Stemberger beantragte am 26. Januar 1942 die Aufnahme in die NSDAP und wurde am 1. April aufgenommen (Mitgliedsnummer 8.804.923).
1945 wurde er Direktor der Bundeshandelsakademie Bregenz und 1952 Landesschulinspektor für das kaufmännische Bildungswesen Tirol, Vorarlberg und Salzburg. 1945 wurde er Lehrbeauftragter der Leopold-Franzens-Universität Innsbruck und hielt Vorlesungen zu Allgemeiner Betriebswirtschaftslehre, Handels- und Steuerbilanz sowie betriebliches Rechnungswesen.
1949 habilitierte er in Innsbruck mit Das betriebswirtschaftliche Wertproblem in der Steuerbilanz und wurde 1955 zum ordentlichen Professor an dem neu eingerichteten Lehrstuhl für Betriebswirtschaftslehre berufen. 1962 wurde er Ordinarius.

## Werke
- Immanuel Kant als Philosoph und Soziologe. Sexl, Wien 1953.
- Die Steuerbilanz. Manz, Wien 1959 (=Bilanz und Steuer, Band 3).